# Lithospermum tubuliflorum
Lithospermum tubuliflorum är en strävbladig växtart som beskrevs av Edward Lee Greene. Lithospermum tubuliflorum ingår i släktet stenfrön, och familjen strävbladiga växter. Inga underarter finns listade i Catalogue of Life.